# 安田村 (香川県)
安田村（やすだむら）は、香川県小豆郡にあった村。

## 歴史
- 1890年2月15日 - 町村制施行に伴い、小豆郡安田村・木庄村（きのしょうむら）・橘村（たちばなむら）・岩谷村（いわがたにむら）・當濱村（あてはまむら）が合併し、安田村となる。
- 1951年4月1日 - 小豆郡草壁町、苗羽村、坂手村、西村と合併し内海町となり消滅。